# بيل الكسندر (مخرج)
بيل الكسندر هو مخرج بريطاني، ولد في 23 فبراير 1948 في Hunstanton ‏ في المملكة المتحدة.

## وصلات خارجية
- بيل الكسندر على موقع IMDb (الإنجليزية)